# Ann-Christine Ruuth
Ann-Christine Ruuth (tidigare Roxberg, innan dess Sturesson), född 12 november 1952 i Söraby församling, är en svensk präst och föreläsare.

## Biografi
Ruuth växte upp i Växjö som Åke Sturesson i en kyrkligt aktiv familj. I gymnasiet gick Roxberg med i en kristen studentförening och läste sedan till präst och prästvigdes 1978. Ruuth verkade senare bland annat som kyrkoherde i Teleborgs församling i Växjö under 15 år och därefter som kommunikationschef inom Svenska kyrkan. Tidigt fanns en längtan att uppträda som kvinna, där steget togs först 2010 då Ruuth kom ut som transkvinna.
Ruuths dotter Ester Roxberg utkom 2014 med biografin Min pappa Ann-Christine. Filmen Min pappa Marianne från 2020 är löst baserad på Roxbergs biografi. År 2022 berättade Ruuth sitt livs historia med egna ord i boken Jag kom inte ut – jag blev mig själv. Till skillnad från filmen Min pappa Marianne beskrivs i boken ett betydligt större motstånd från omgivningen när Ruuth valde att gå ut med sin nya könsidentitet. Ruuths tidigare fru Åsa Roxberg utkom 2025 med boken I ingen-mans-land: att leva i skuggan av en hemlighet där hon berättar om hur det är att vara gift med en person som bär på en stor hemlighet som till slut får möta dagens ljus.
Ruuth har blivit en framträdande transperson i Sverige med föreläsningar om transperspektiv och könsidentitet. 2020–2023 var hon ordförande för Transammans, ett förbund för transpersoner och deras närstående. 2021 tilldelades hon Regnbågsfisken av Kristna regnbågsrörelsen - EKHO.

### Om Ruuth
- 2014 – Ester Roxberg. Min pappa Ann-Christine. Wahlström & Widstrand. ISBN 978-91-46-22499-0
- 2025 –  Roxberg, Åsa (2025). I ingen-mans-land: att leva i skuggan av en hemlighet. Libris förlag. Libris j36wsk94g1ck78fb. ISBN 9789189897816